# Balduí I de Jerusalem
Balduí de Boulogne (en francès: Baudouin de Boulogne) (1058? - 2 d'abril de 1118), va ser un dels líders de la Primera Croada i esdevingué el primer comte d'Edessa com a Balduí I d'Edessa (1098-1100), i el segon governant del Regne de Jerusalem com a Balduí I de Jerusalem (1100-18). Era el germà petit de Jofré de Bouillon, el primer governant del regne croat que havia refusat rebre el títol de rei, que en canvi Balduí va acceptar.

## Croada
Balduí era el fill petit d'Eustaqui II de Boulogne i Ida de Lorena, després dels seus germans Estaqui III i Jofré de Bouillon. Va iniciar la carrera eclesiàstica, però la va abandonar i posteriorment s'establí a Normandia i s'encarregà del govern del comtat de Verdun, que prèviament havia governat el seu germà Jofré.
L'any 1096 va prendre part a la Primera Croada amb els seus dos germans, venent gran part de les seves propietats per finançar-se la campanya. Quan l'expedició va passar per Hongria, el rei Coloman va demanar un ostatge per a assegurar-se la seva bona conducta, i Balduí va ser l'escollit per estar sota custòdia mentre l'exèrcit era en territori hongarès.

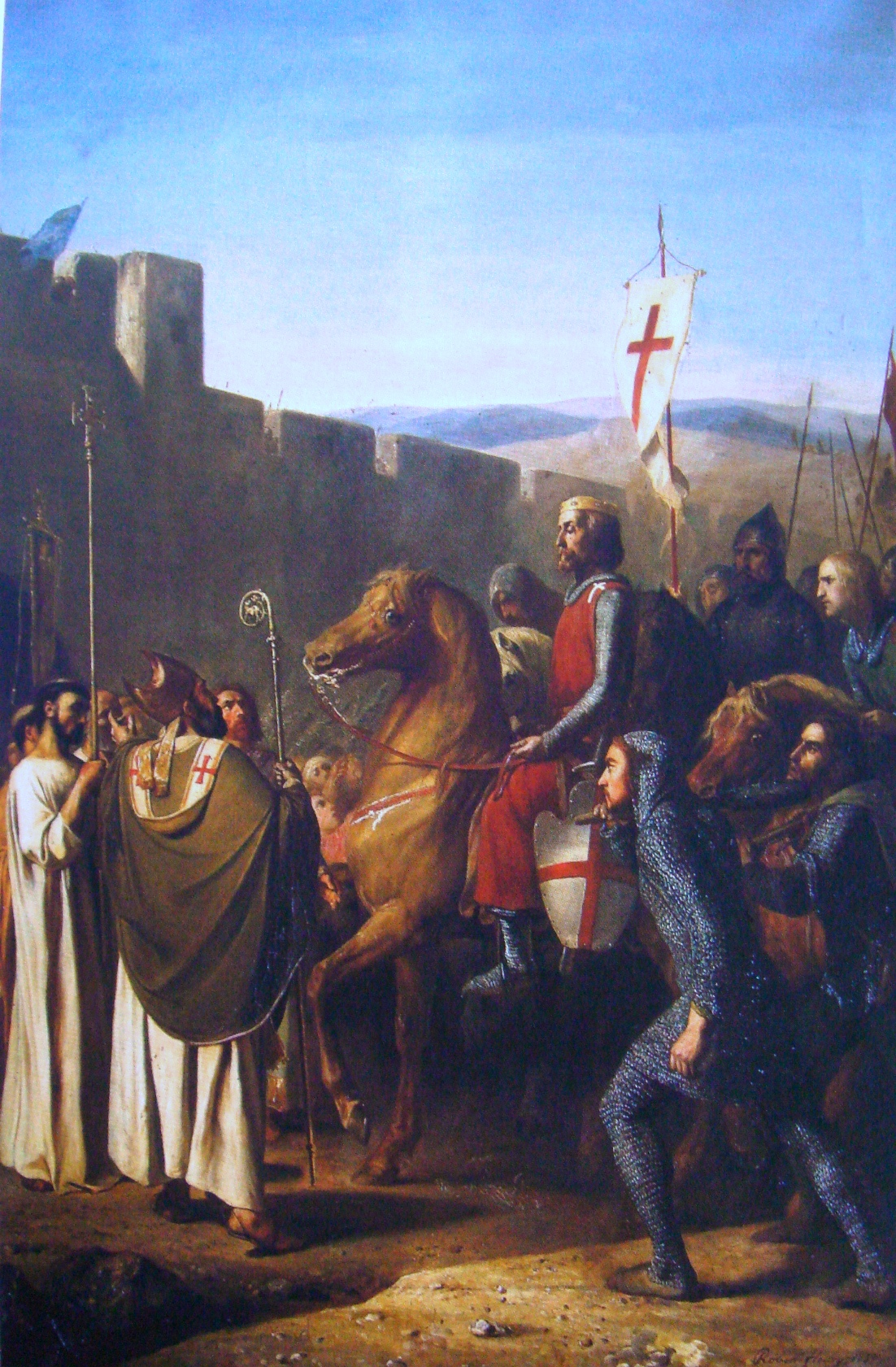
Balduí entrant a Edessa (J.Robert-Fleury, 1840)

Arribat a Àsia Menor es va separar dels seus germans i de l'exèrcit croat principal. El setembre de 1097 va prendre Tars, on va establir la seva base.
L'any 1098 Thoros, el governant de la ciutat d'Edessa va demanar ajuda als croats per defensarse dels atacs dels seljúcides. Balduí va aliar-se amb ell i el va aconseguir convèncer que el nomenés el seu hereu. Poc després Thoros fou assassinat, es desconeix si per instigació de Balduí que esdevingué el primer comte d'Edessa.
Els següents anys va consolidar el seu poder al comptat, capturant Samòsata i Suruç dels musulmans, i posant fi a una conspiració en contra seva d'alguns dels seus vassalls armenis. Envià ajuda econòmica als croats que participaven en el setge d'Antioquia. També va resisitir durant tres setmanes el setge dels exèrcits de Kerbogha, governador de Mossul.
Al final de 1099 va visitar a Jerusalem el seu germà Jofré, que havia estat escollit governant del regne. Després de passar un any a Jerusalem va tornar al seu comtat d'Edessa.

## Regnat
A la mort de Jofré el juliol de 1100 va ser convidat de nou a Jerusalem pels partidaris d'una monarquia secular. Va donar Edessa al seu cosí Balduí de Bourg (Balduí II d'Edessa) i es va desplaçar a Jerusalem. Va aconseguir superar els partidaris que el regne es convertís en un estat teocràtic, i fou coronat rei el 25 de desembre de 1100.
Balduí va dedicar-se a expandir les fronteres del regne, conquerint Arsuf i Cesarea l'any 1101 amb l'ajut dels genovesos. El setembre del mateix any va derrotar els egipcis a la Batalla de Ramlah. L'any següent s'hi fa tornar a enfrontar al mateix indret i patí una severa derrota, perdent gran part del seu exèrcit i havent de fugir a cavall.
Amb el suport de la flota genovesa, que donava suport al regne a canvi de privilegis comercials amb les ciutats conquerides el 1104 va aconseguir capturar Acre. El 1107 va acampar durant un mes sota els murs de la ciutat i es va retirar a canvi de set mil dinars. El 1109 va incorporar Beirut i Trípoli, i l'any següent, amb suport noruec, conquerí Sidó.
El 1108 va abandonar la seva esposa armènia Arda amb el pretext que li havia estat infidel o, segons el cronista Guibert de Nogent, perquè havia estat violada per pirates de camí a Jerusalem. El cas és que Arda no tenia utilitat política a Jerusalem, ja que no hi havia població armena. El 1113 es va casar de nou amb Adelaida del Vasto, tot i que Arda encara era viva, amb l'aprovació del patriarca Arnulf. Segons l'acord del matrimoni, en el cas que Balduí i Adelaida no tinguessin fills l'hereu del regne seria el fill d'Adelaida amb el seu difunt marit, Roger II de Sicília.
El 1117 Balduí emmalaltí. Ell mateix estava convençut que era un càstig per haver-se casat amb Adelaida vivint la seva dona, i va obligar-la a tornar a Sicília. Balduí es va recuperar i encara va ser a temps de fer una nova campanya contra Egipte el 1118 i saquejar Farama. Passejant a la vora del Nil va tornar a emmalaltir, i va morir mentre l'estaven tornant a Jerusalem en llitera.
Després que el regne fos ofert al seu germà Eustaqui III i aquest hi renunciés, es va escollir el seu cosí Balduí de Bourg per succeir-lo.

## Avantpassats

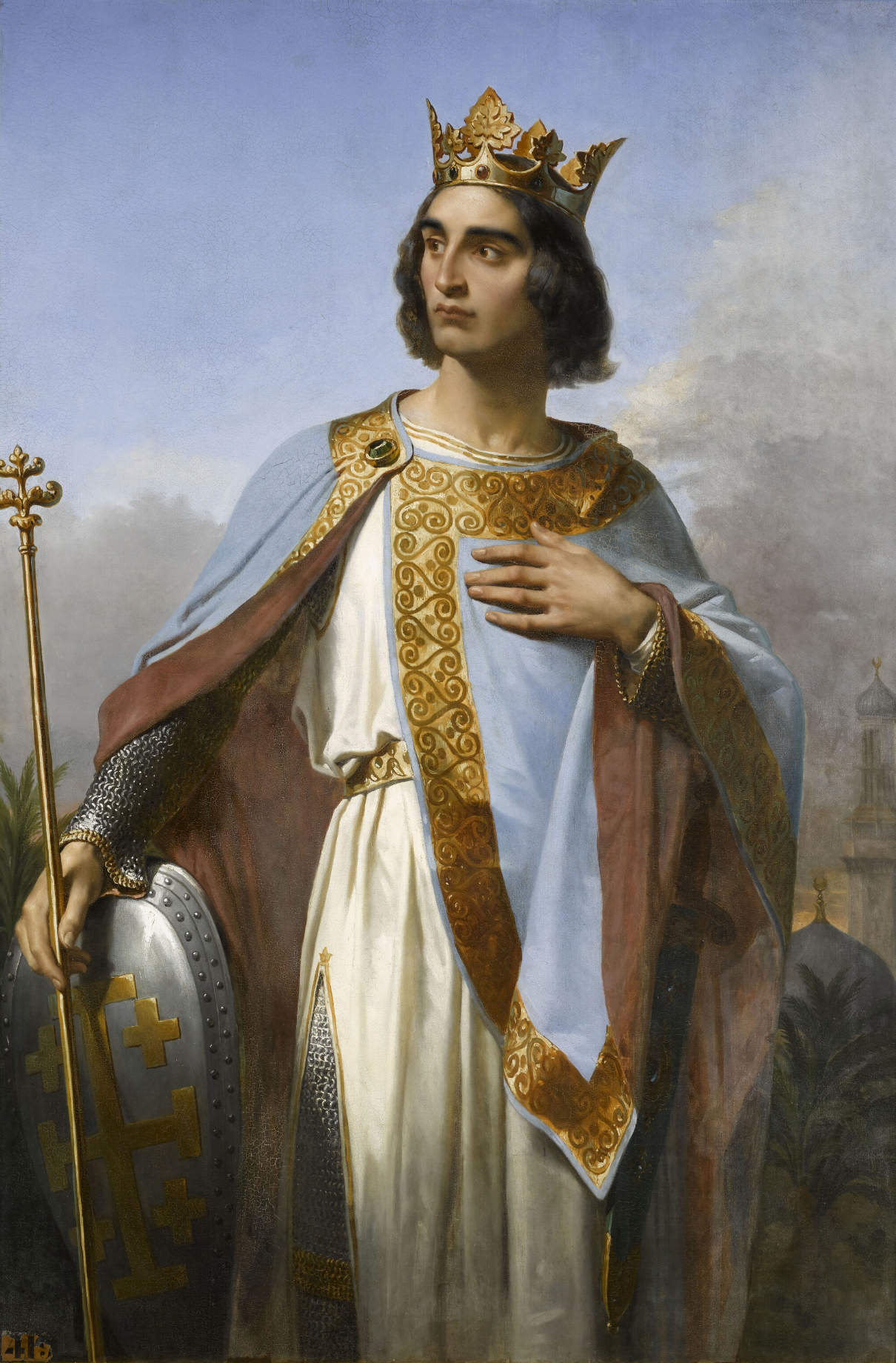
Imatge de Balduí I als salons de les croades de Versalles (Merry Joseph Blondel, 1839-1842)

|  |                                     |  |  |  |  |  |  |  |  |  |  |  |  |  |  |  |
|  | 16. Comte Arnulf III de Boulogne    |  |  |  |  |  |  |  |  |  |  |  |  |  |  |  |
|  |                                     |  |  |  |  |  |  |  |  |  |  |  |  |  |  |  |
|  |                                     |  |  |  |  |  |  |  |  |  |  |  |  |  |  |  |
|  | 8. Comte Balduí II de Boulogne      |  |  |  |  |  |  |  |  |  |  |  |  |  |  |  |
|  |                                     |  |  |  |  |  |  |  |  |  |  |  |  |  |  |  |
|  |                                     |  |  |  |  |  |  |  |  |  |  |  |  |  |  |  |
|  | 4. Comte Eustaqui I de Boulogne     |  |  |  |  |  |  |  |  |  |  |  |  |  |  |  |
|  |                                     |  |  |  |  |  |  |  |  |  |  |  |  |  |  |  |
|  |                                     |  |  |  |  |  |  |  |  |  |  |  |  |  |  |  |
|  | 18. Comte Arnulf d'Holanda          |  |  |  |  |  |  |  |  |  |  |  |  |  |  |  |
|  |                                     |  |  |  |  |  |  |  |  |  |  |  |  |  |  |  |
|  |                                     |  |  |  |  |  |  |  |  |  |  |  |  |  |  |  |
|  | 9. Adelina d'Holanda                |  |  |  |  |  |  |  |  |  |  |  |  |  |  |  |
|  |                                     |  |  |  |  |  |  |  |  |  |  |  |  |  |  |  |
|  |                                     |  |  |  |  |  |  |  |  |  |  |  |  |  |  |  |
|  | 19. Lutgardis de Luxemburg          |  |  |  |  |  |  |  |  |  |  |  |  |  |  |  |
|  |                                     |  |  |  |  |  |  |  |  |  |  |  |  |  |  |  |
|  |                                     |  |  |  |  |  |  |  |  |  |  |  |  |  |  |  |
|  | 2. Comte Eustaqui II de Bolougne    |  |  |  |  |  |  |  |  |  |  |  |  |  |  |  |
|  |                                     |  |  |  |  |  |  |  |  |  |  |  |  |  |  |  |
|  |                                     |  |  |  |  |  |  |  |  |  |  |  |  |  |  |  |
|  | 10. Comte Lambert I de Lovaina      |  |  |  |  |  |  |  |  |  |  |  |  |  |  |  |
|  |                                     |  |  |  |  |  |  |  |  |  |  |  |  |  |  |  |
|  |                                     |  |  |  |  |  |  |  |  |  |  |  |  |  |  |  |
|  | 5. Matilde de Lovaina               |  |  |  |  |  |  |  |  |  |  |  |  |  |  |  |
|  |                                     |  |  |  |  |  |  |  |  |  |  |  |  |  |  |  |
|  |                                     |  |  |  |  |  |  |  |  |  |  |  |  |  |  |  |
|  | 11. Gerberga de la Baixa Lorena     |  |  |  |  |  |  |  |  |  |  |  |  |  |  |  |
|  |                                     |  |  |  |  |  |  |  |  |  |  |  |  |  |  |  |
|  |                                     |  |  |  |  |  |  |  |  |  |  |  |  |  |  |  |
|  | 1. Balduí I de Jerusalem            |  |  |  |  |  |  |  |  |  |  |  |  |  |  |  |
|  |                                     |  |  |  |  |  |  |  |  |  |  |  |  |  |  |  |
|  |                                     |  |  |  |  |  |  |  |  |  |  |  |  |  |  |  |
|  | 24. Comte Jofré I de Verdun         |  |  |  |  |  |  |  |  |  |  |  |  |  |  |  |
|  |                                     |  |  |  |  |  |  |  |  |  |  |  |  |  |  |  |
|  |                                     |  |  |  |  |  |  |  |  |  |  |  |  |  |  |  |
|  | 12. Duc Gothelo I de Lorena         |  |  |  |  |  |  |  |  |  |  |  |  |  |  |  |
|  |                                     |  |  |  |  |  |  |  |  |  |  |  |  |  |  |  |
|  |                                     |  |  |  |  |  |  |  |  |  |  |  |  |  |  |  |
|  | 25. Matilde de Saxònia              |  |  |  |  |  |  |  |  |  |  |  |  |  |  |  |
|  |                                     |  |  |  |  |  |  |  |  |  |  |  |  |  |  |  |
|  |                                     |  |  |  |  |  |  |  |  |  |  |  |  |  |  |  |
|  | 6. Duc Jofré III de la Baixa Lorena |  |  |  |  |  |  |  |  |  |  |  |  |  |  |  |
|  |                                     |  |  |  |  |  |  |  |  |  |  |  |  |  |  |  |
|  |                                     |  |  |  |  |  |  |  |  |  |  |  |  |  |  |  |
|  | 3. Ida de Lorena                    |  |  |  |  |  |  |  |  |  |  |  |  |  |  |  |
|  |                                     |  |  |  |  |  |  |  |  |  |  |  |  |  |  |  |
|  |                                     |  |  |  |  |  |  |  |  |  |  |  |  |  |  |  |
|  | 7. Doda                             |  |  |  |  |  |  |  |  |  |  |  |  |  |  |  |
|  |                                     |  |  |  |  |  |  |  |  |  |  |  |  |  |  |  |
|  |                                     |  |  |  |  |  |  |  |  |  |  |  |  |  |  |  |